# Битва при Тальтиу
Битва при Тальтиу (др.ирл. Cath Tailtiu) — решающая битва между Туата Де Даннан и вторгшимися в Ирландию сыновьями Миля. Описана в «Книге Захватов Ирландии» и «Анналах Четырёх Мастеров».

## Предыстория
«Майскими календами, в семнадцатый день луны» гойделы высадились в Ирландии во главе с Милем, сыном Биле и Сыновьями Миля: Донном; Колптой, Аморгеном Глуингелом; Эбер Финном; Эримоном; Иром; Эрехом Фебриа и Эраннаном, а также многими другими вождями. Гойделы приплыли из Испании мстить за своего родича Ита, сына Бреогана, убитого королями Туата Де Даннан. Ит приплыл в Ирландию, увидев её с башни Бреогана и был убит королями Туата Де Даннан — Мак Куиллом, Мак Кехтом и Мак Грене, сыновьями Кермайда, сына Дагды. Прибыв в Ирландию, они одержали победу над Туатами в Битве при Слиаб Мис, а затем над Фоморами, которые были тогда в союзе с Племенами Богини, в Битве при Лифе.
Сыновья Миля явились к королям Туата Де Дананн и потребовали Ирландию, как виру за Ита, сына Бреогана. Туата Де Дананн согласились отдать им Ирландию, если они отплывут от острова за «девять волн» и попробуют высадиться снова. Гойделы отплыли в море, и друиды и филиды Туата заклинаниями наслали на них бурю, которая потопила многие корабли. Однако после заклинания, сказанного Аморгеном Глуингелом, буря утихла. Гойделы высадились в гавани у Инбер Колпта.

## Битва
Высадившись в Ирландии второй раз, Гойделы направились к столице Ирландии — Таре. Узнав, что сыновьям Миля все-таки удалось высадиться, короли Мак Куилл, Мак Кехт и Мак Грене собрали самых доблестных героев Туата и со своим войском решили сразиться с гойделами. Недалеко от Тары у крепости Тальтиу сыновей Миля встретило войско Туата Де Дананн. Гойделы яростно брсились в бой и Туаты не могли устоять. Короли Туата Де Дананн погибли: Мак Куилл пал в поединке с Эримоном, Мак Кехт пал от руки Эбер Финна, Мак Грене был убит Аморгеном. Были убиты и три королевы Ирландии — Эриу пала от руки Сурьге, Фодла от руки Эдана, а Банба была убита Кахером, сыном Эримона. Впоследствии Ирландия называлась именами этих королев. Туата Де Дананн, оставшись без предводителей, обратились в бегство, гойделы преследовали их и убивали. Во время преследования пало ещё двое вождей — Куальнге и Фуад, в их честь впоследствии были названы долины: Слиав Куальнге и Слиав Фуад. Сыновья Миля преследовали и убивали Туатов, пока они не признали себя побежденными.
В результате Туата Де Даннан вместе с Фоморами были вынуждены уйти в холмы-сиды, отчего их называли Сидами. (см.Племена Богини Дану). Ирландия была разделена на две части: Эбер Финн стал королём северной части, а Эримон южной.
Согласно «Анналам Четырёх Мастеров» сражение произошло в 3500 году от Сотворения мира (1700 год до н.э.), по хронологии Джеффри Китинга в 1287 году до нашей эры. По «Книге Захватов Ирландии» битва произошла в то же время, когда «Александр Великий, сын Филиппа, дал битву, где сражен был Дарий Великий, сын Арзамеса», то есть в IV веке до нашей эры.